# Cirrhitus atlanticus
Cirrhitus atlanticus is een straalvinnige vissensoort uit de familie van koraalklimmers (Cirrhitidae). De wetenschappelijke naam van de soort is voor het eerst geldig gepubliceerd in 1893 door Osório.